# 性崇拜
性崇拜或生殖崇拜，是指膜拜生殖器官、生殖和性交等的崇拜活動。性崇拜是人類的原始宗教——自然崇拜的一部分。最早可以追溯到人類的原始社會，即使在現今的不同文化和宗教中仍可見一斑。
由於古代人類不能理解自身的性行為與生殖現象，因而產生了一種神秘感和敬畏的心理。從現今考古學發現中，各古代文化留存下來的神像、圖騰和圖畫中，均可以發現不同形式的性崇拜。性崇拜是生命和創造的象徵，更可細分為三類：生殖崇拜、生殖器崇拜和性交崇拜。

## 種類

### 古代生殖崇拜
古代人類认为妇女分娩會出現新的生命，具有神奇的力量，因而生殖之神多為女神。在妇女分娩時，會举行隆重的祝祷仪式。古代不同民族都有生殖之神或大地之母。例如，古中国有女娲造人的中国神話，神像則有送子观音和送子娘娘等，當然也有一說認為觀世音菩薩及註生娘娘等民間神話比較屬於護送每個靈魂轉入新生，不過由生而性，因性而生，這些都有再探討的空間。代表生殖之神的神像的特徵是强调肥大的躯干，突出與性有關的身體部分，如乳房、臀部和生殖器官。

### 古代生殖器崇拜

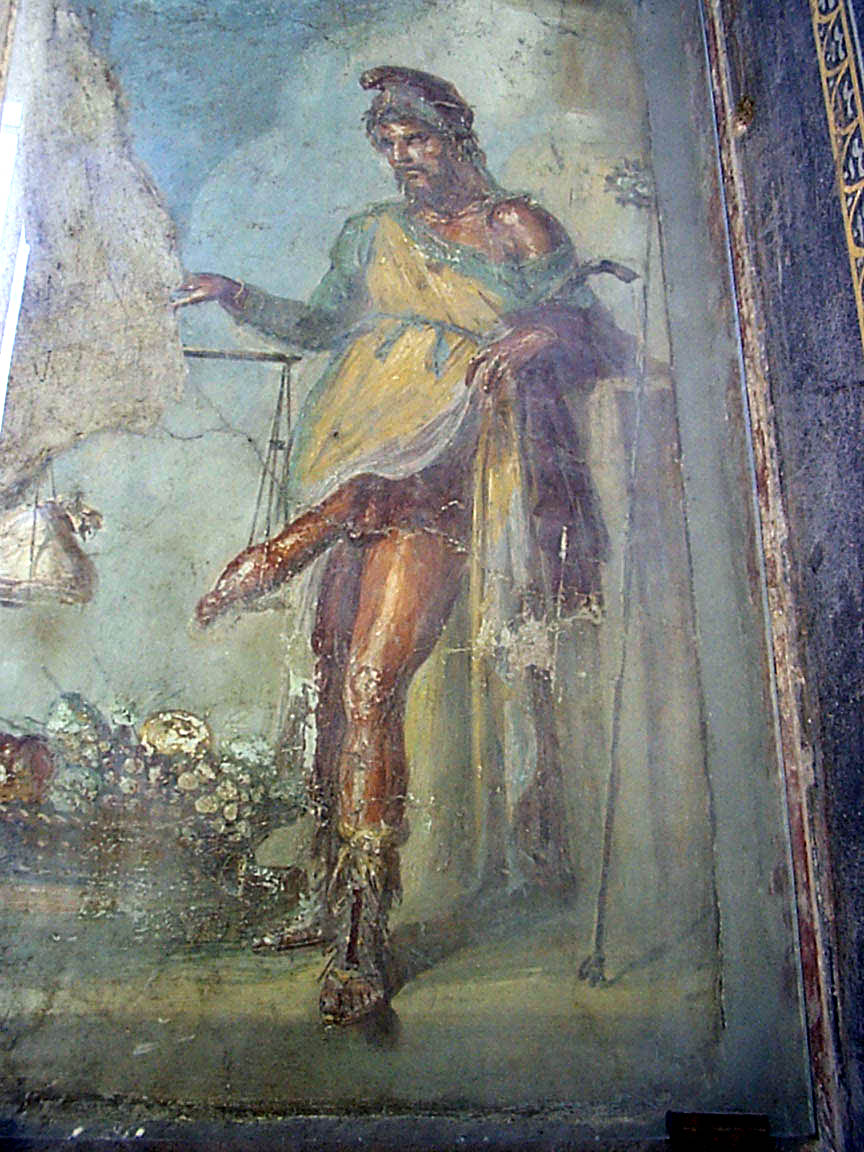
龐培城裏顯示普里阿普斯的陰莖的壁畫

古代人類认为长在人身上的生殖器是一种完全独立而神性的东西。起初古代人類以為生育是女性单独完成的，故早期的生殖器崇拜都以女性性器官為主。女性阴门的象征有：倒三角形、橄榄形、椭圆形和菱形。其後，古代人類認為男子才是创造生命的主宰，故出現男根崇拜（即崇拜男性性器官）。其後，女神的崇拜逐渐被男根崇拜所取代。
古埃及的金字塔、印第安人的图腾柱以及中国的华表，均有男根崇拜的象征意义。古代不同崇拜出現三位一體的神祇，例如“大理三塔”的含義，主要指象征著神化了男性性器官（即陰莖和兩個睾丸）的模樣。古希腊的神普里阿帕斯突顯其勃起的陰莖。

### 古代性交崇拜
古代人類相信性交具有神秘力量，可以超渡亡灵和表达对神的敬仰。性交崇拜可以在舞蹈仪式中表達，配偶的选择、性交前的预备和性行為的都與舞蹈的含意有關。在一些民族中，性交图畫是辟邪物。印度教的怛特羅派(性力派)被認為是性崇拜。

## 現代

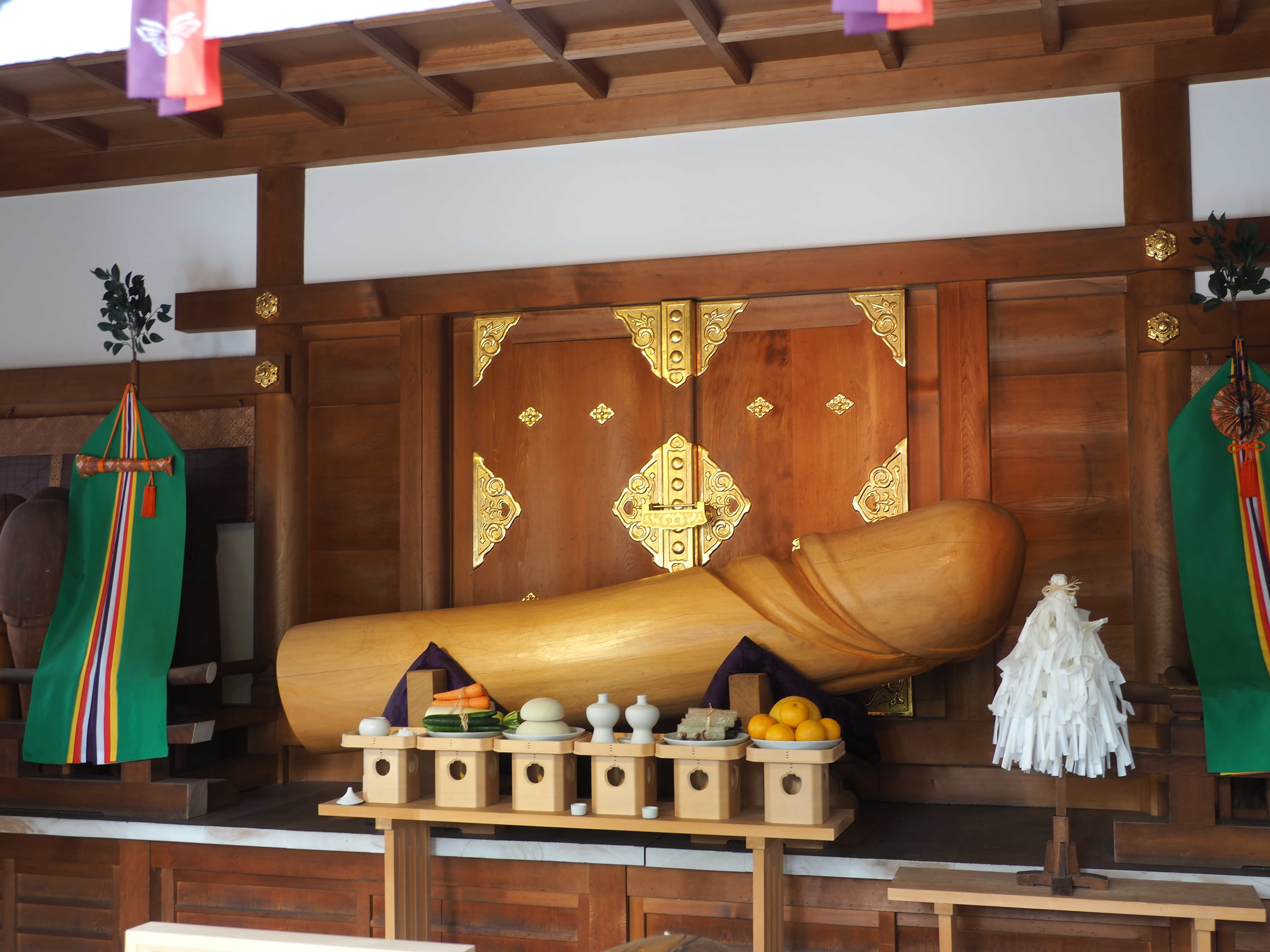
田縣神社的神體

古代的性崇拜深刻地存在于传统观念之中，并一直流傳在現代社會。現代的性崇拜多指性解放和性放纵。性解放是有意识、有目的和主动的；性放纵則是不顾应該承担的义务，只顾及眼前利益和自己的利益的性行為。

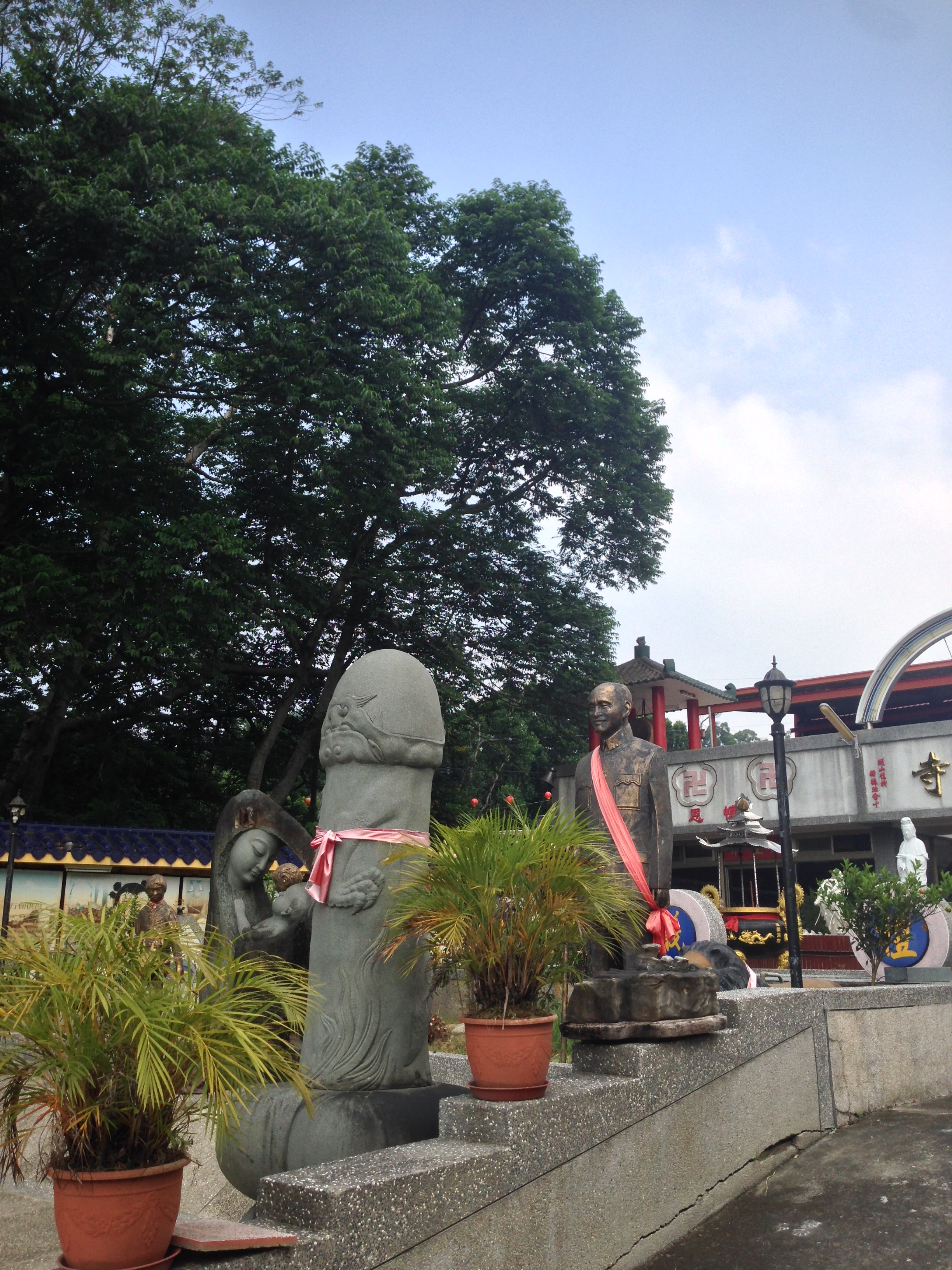
二水定覺寺陽具崇拜與蔣公像

性解放的主要特征可見於現代社會。明显的躯体外露；两性的接觸自由；两性关系淡化；离婚率上升；公开谈论性的題目等。